# Vince Neil
Vince Neil, właśc. Vincent Neil Wharton (ur. 8 lutego 1961 w Hollywood) – amerykański  muzyk, wokalista i kompozytor. W latach 1981–1992 i 1996–2002 wokalista glammetalowego zespołu Mötley Crüe.
W 2006 roku został sklasyfikowany na 33. miejscu listy 100 najlepszych wokalistów wszech czasów według Hit Parader. Z kolei w 2009 roku został sklasyfikowany na 36. miejscu listy 50 najlepszych heavymetalowych frontmanów wszech czasów według Roadrunner Records.

## Życiorys

### Wczesne lata
Urodził się w Hollywood w Kalifornii jako syn Shirley (z domu Ortiz) i Cloisa „Odie” Whartona. Jego matka miała pochodzenie meksykańskie, a ojciec – Indiańskie. W latach 60. jego rodzina przeniosła się do Inglewood, a następnie osiedliła się w Glendorze, gdzie uczęszczał do Sunflower Intermediate School i Royal Oak High School. Jako nastolatek zainteresował się muzyką, a także surfingiem, koszykówką, baseballem, piłką nożną i wrestlingiem.

### Kariera
W 1981 roku dołączył do Mötley Crüe, gdzie grał też jego przyjaciel ze szkoły średniej Tommy Lee. 15 grudnia 1981  ukazała się debiutancka płyta studyjna Too Fast for Love. Kolejne cieszące się ogromnym sukcesem albumy to: Shout at the Devil (1983), Theatre of Pain (1985), Girls, Girls, Girls (1987) i Dr. Feelgood (1989), a także Decade of Decadence (1989). Wziął też udział w projekcie Hear ’n Aid.
Po wspólnej trasie koncertowej z Ozzym Osbournem, Neil spowodował wypadek samochodowy jadąc po pijanemu Jednym z pasażerów, który zmarł, był Razzle (Nicholas Dingley), perkusista zespołu Hanoi Rocks.
Razem ze Steve’em Stevensem (dawniej w grupie Billy’ego Idola), Dave’em Marshallem, Robbiem Crane’em (ex-Ratt) i Vikkim Foxxem, Vince utworzył Vince Neil Band i rozpoczął solową karierę.
Pojawił się w komedii Akademia Policyjna 6: Operacja Chaos (Police Academy 6: City Under Siege, 1989), komedii przygodowej Przygody Forda Fairlane’a (The Adventures of Ford Fairlane, 1990) jako Bobby Black z Priscillą Presley, a także filmach dokumentalnych – Metal: A Headbanger’s Journey (2005) i The Life, Blood and Rhythm of Randy Castillo (2014), sitcomie CBS Byle do przodu (Still Standing, 2004) jako wytatuowany artysta i filmie telewizyjnym Rekinado 4: Niech szczęki będą z tobą (Sharknado 4: The 4th Awakens!!, 2016).
W 1992 roku nagrał singiel „You're Invited (But Your Friend Can't Come)”, pochodzący z komedii Jaskiniowiec z Kalifornii (Encino Man) z Pauly Shore. 27 kwietnia 1993 został wydany jego debiutancki album solowy Exposed i trafił na 13 miejsce magazynu Billboard.
Wystąpił w pierwszym sezonie reality show The Surreal Life (2002).

## Życie prywatne
W 1977 roku spotykał się z Candy Hooker. Od stycznia 1978 do kwietnia 1980 był związany z Tami Jones, z którą miał syna Neila Jasona (ur. 3 października 1979). W latach 1981–1987 był żonaty z Elizabeth W. Lynn, z którą miał córkę Elizabeth Ashley (ur. 29 października 1983). Spotykał się z Lovey Graham (1980-81), Lorraine Lewis (1986) i Rebeccą Ferratti (1986). W kwietniu 1988 poślubił modelkę Sharise Ruddell, z którą miał córkę Skylar Lynnae (ur. 26 marca 1991, zm. 15 sierpnia 1995). W czerwcu 1993 doszło do rozwodu. Spotykał się z aktorką porno Debi Diamond (1992), Jeanną Fine (1992), Vanessą Marcil (1992), Tori Spelling (1992), Savannah (1992), Christy Turlington (1993) i Shannen Doherty (1993). W kwietniu 1993 romansował z aktorką porno Janine Lindemulder, a nagrane sceny seksualne zostały opublikowane na wideo Janine and Vince: Hawaiian Adventure (1998). Spotykał się też z Brandy Ledford (w maju 1993), Pamelą Anderson (w czerwcu 1993), Peggy Trentini (1993), Playmate miesiąca Carrie Westcott (w sierpniu 1993). 28 maja 2000 ożenił się z Heidi Mark, ale 29 sierpnia 2001 rozwiódł się. W marcu 1995 spotykał się z Cameron Diaz. 9 stycznia 2005 poślubił Lię Gerardini, ale w lipcu 2010 doszło do separacji. Romansował z aktorką porno Brooke Haven (2010), Alicią Jacobs (od października 2010 do marca 2011) i Rain Andreani (2011).

## Publikacje
- Tattoos & Tequila: To Hell and Back with One of Rock's Most Notorious Frontmen, 2010, Grand Central Publishing, ISBN 978-0-446-54804-5

## Dyskografia
Albumy studyjne
| Exposed                     | - Data: 27 kwietnia 1993 - Wydawca: Beyond Records    | 13  |
| Carved in Stone             | - Data: 12 września 1995 - Wydawca: Beyond Records    | 139 |
| Tattoos & Tequila           | - Data: 22 czerwca 2010 - Wydawca: Eleven Seven Music | 57  |
| „–” album nie był notowany. |                                                       |     |

Albumy koncertowe
| Tytuł               | Dane dot. albumu                                    |
| ------------------- | --------------------------------------------------- |
| Live One Night Only | - Data: 27 maja 2003 - Wydawca: Image Entertainment |